# Grad Medvedgrad
Koordinati:   45°52′11″N, 15°56′28″EGrad Medvedgrad – utrjeno mesto;  njegove mogočne razvaline ležijo na vrhu jugozahodnega obronka Medvednice na hribu Mali Plazur blizu Zagreba. Bil je eden največjih gradov na Hrvaškem.  

## Zgodovina
Utrjeno mestece ali mesto-utrdbo Medvedgrad z dvojnim obrambnim obzidjem so zgradili v 13. stoletju.  Graditi so ga začeli leta 1249 in dokončali leta 1254.   Zgrajen je bil kot obrambna utrdba pred morebitnim novim napadom Tatarov, ki so leta 1242 popolnoma uničili in požgali mesto Zagreb. Zgraditi naj bi ga dal zagrebški škof Filip, ki je dovoljenje dobil od ogrskega kralja Bele IV., potem pa so se menjavali njegovi gospodarji, od hrvaško-ogrskih kraljev do zagrebških škofov. Tako je na njem gospodoval herceg Koloman, Babonići, ban Mikac, ogrski kralj Sigismund. Ta je to posest v listini z dne 27. januarja 1399 skupaj z Zagorsko županijo podelil celjskemu grofu Hermanu II.. Celjski grofje in državni knezi ter večkrat hrvaški bani so grad imeli v posesti do 1456. Po smrti Ulrika II. Celjskega je bil grad eno leto v posesti njegove vdove  Katarine Branković. Leta 1457 je bil grad v lasti vojskovodje Celjskih, ki je postal hrvaški ban, Jana Vitovca in njegovih sinov Jana, Janeza in Viljema. Od približno leta 1489 je lastnik ogrski kralj Matija Korvin, nato herceg Ivaniš Korvin, Georg Brandenburški iz veje Hohenzollern, ter Nikola Zrinski. Poslednji gospodarji so bili menihi Gregorijanci.  Ti zadnji prebivalci, ki pa niso bili lastniki utrdbe Medvedgrad ampak zagrebški škof, so se leta 1571 preselili v novozgrajeni samostan v Šestinah. Grad oz. utrdbo je močno poškodoval potres leta 1574 in še bolj 1590, po katerem ga niso obnovili in se je kmalu spremenil v ruševine.